# Ótabumi
Az ótabumi (大田文) földjegyzék volt Japánban, a Kamakura-kor (1185–1333) és Muromacsi-kor (1333–1568) idején.

## Története
Minden provincia köteles volt információt adni a magánföldekről, a sóenekről (荘園) és a nyilvános területekről, a kokugarjókról (国衙領). Minden tartománynak két ótabumija volt: a sógunátus példánya tartalmazta a földterületek területét, a termékenység mértékét és a tulajdonosok listáját, a másikat a tartományok székhelyén, a kokugában (国衙) tartották és csak a földek listája szerepelt benne. Ez alapján állapították meg az adókat.
A Kamakura-kortól kezdődően a hadakozó fejedelemségek koráig (1467–1603) a hadviselő társadalmi réteg fokozatosan átvette a nemesség, templomok és szentélyek földjeit.